# Congregational Holiness Church
Congregational Holiness Church (CHC) är en amerikansk pingstkyrka med högkvarter i Griffin, Georgia. CHC består av 225 lokala församlingar med 25 000 medlemmar.

## Historia
1920 uppstod en schism inom Pentecostal Holiness Church (PHC) rörande bruket av medicin och läkarvård. PHC uppmanade sina medlemmar att avstå från detta och enbart förlita sig på helande genom förbön. Man hade också vid denna tid en episkopal struktur som uppfattades som odemokratisk av en del.
Många av kritikerna lämnade PHC och ombud från 12 församlingar samlades, den 29 januari 1921 i High Shoals, Georgia, för att bilda ett nytt trossamfund under ledning av pastorerna Watson Sorrow och Hugh Bowling. 1925 registrerades man hos de amerikanska myndigheterna som Southeastern Association of the Congregational Holiness Church. Namnet ändrades 1965 till Congregational Holiness Church, Inc.

## Lära
Congregational Holiness Church tror på en treenig Gud, att Bibelns är inspirerad av Gud, jungfrufödelsen, Jesu död, begravning och återuppståndelse och Hans nära förestående återkomst före Tusenårsrikets inträdande samt på andedop med tungotal som tecken och de nio andliga tjänstegåvorna.
Man använder sig av tre sakrament; dop, nattvard och fottvagning.